# 신잉구

신잉 구의 위치

신잉구(한국어: 신영구, 중국어: 新營區, 병음: Xīnyíng Qū)는 중화민국 타이난시의 시할구이다. 넓이는 38.5386km2이고, 인구는 2015년 8월 기준으로 78,195명이다. 타이난 현 정부의 소재지이다.

## 지리
신잉 구는 타이난시의 북단에 위치하고 북회귀선의 남쪽 20km의 지수이시(急水渓) 북안에 위치하고 있다. 자난 평원의 중심으로서 동쪽은 둥산 구와, 남쪽은 류잉 구와, 서쪽은 옌수이 구와, 북쪽은 허우비 구와 접하고 있다. 평원에 위치해 구릉지나 삼림 지대, 보안림 구역은 존재하고 있지 않기 때문에 개발이 제법 진행되었고 91%의 토지가 이미 이용되어 미개발 지역은 신잉 정수장의 북쪽, 지수이시가 수원으로서 보호되고 있는 지역 등으로 한정되어 있다.
기후는 북회귀선의 남쪽에 위치하고 난류의 영향을 받아 아열대 해양성 기후에 속하고 있다. 연평균 기온은 23°C, 연 강수량은 2,000mm이다.

## 역사
신잉 구는 명나라 말, 정성공이 반청복명의 활동을 행한 지역이며, 군대를 주둔시킨 것에서 신영(新営)이라고 명명되었다. 청대에 들어 강희 연간이 되면서 신영은 제라현 대규벽촌에 귀속되었고 건륭 연간 이후에는 가의현 태자궁보 및 일부분은 철선교보에 귀속되었다. 일본 통치 시대는 다이시큐(太子宮)의 관할로 개편되어 다이시큐 보 신에이 장이 되었고 이후 다이난 주 신에이 군 신에이 장으로 개편되었다.
전후는 타이난 현 정부가 신잉 진에 설치되어 옌수이 진을 대신해 타이난 현 시베이 지방(渓北地方, 쩡원시의 북쪽)의 중심지로서의 지위를 확립했지만, 최근에는 제당업의 불황과 함께 시황이 쇠퇴하고 있다.

## 교통
- 타이완 철로관리국 종관선
- 국도 1호선

## 같이 보기
- 타이난시